# LMC-N49
LMC-N49 (również DEM L 190) – pozostałość po supernowej, która wybuchła w Wielkim Obłoku Magellana, znajdująca się w konstelacji Złotej Ryby w odległości około 160 000 lat świetlnych od Ziemi. Pozostałość ta rozciąga się na przestrzeni 30 lat świetlnych, a jej wiek szacuje się na 5000 lat. Energia eksplozji była szacunkowo dwukrotnie większa od przeciętnej supernowej, co wskazuje, że eksplozja była wynikiem zapadnięcia się masywnej gwiazdy.

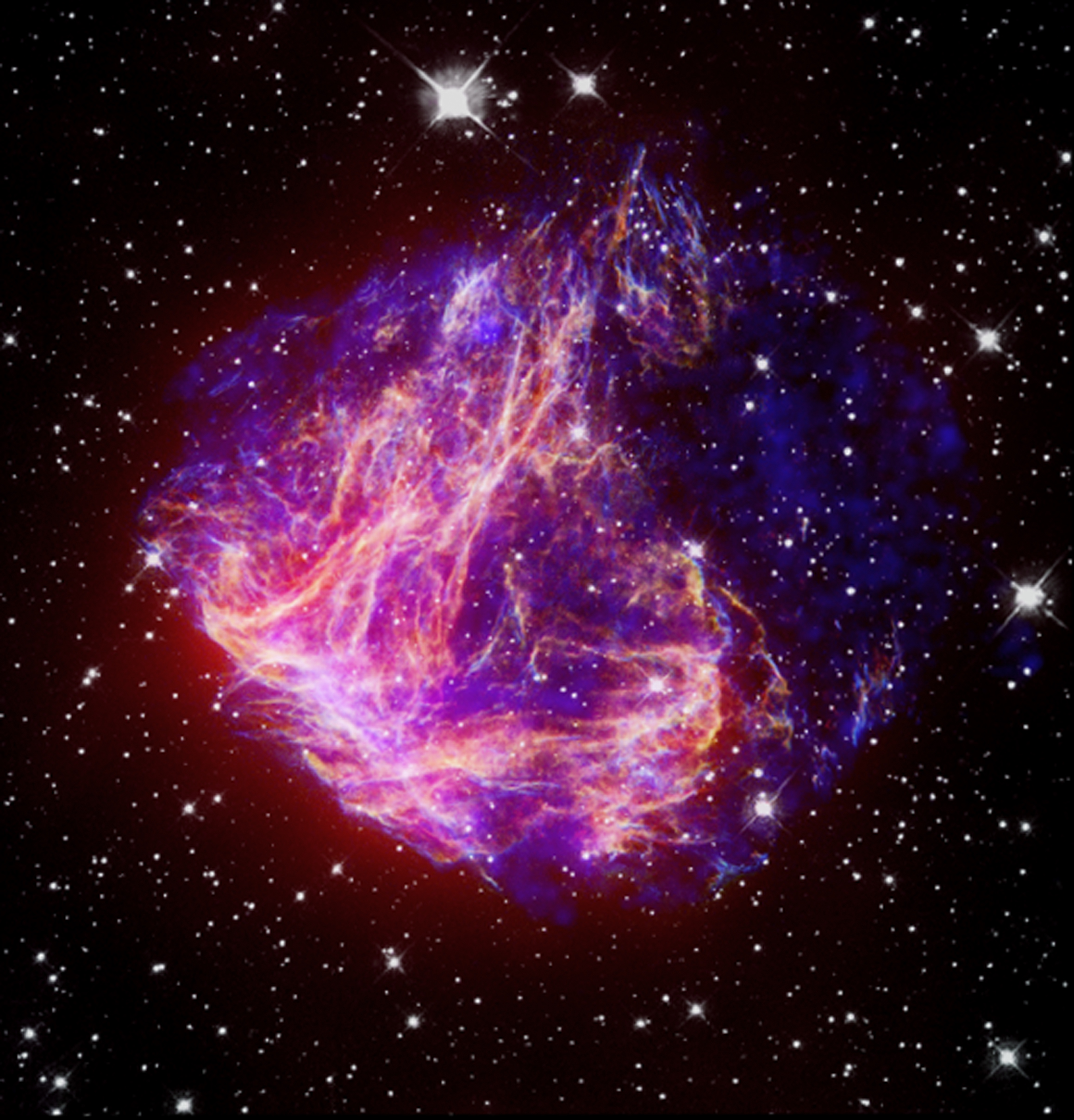
Zdjęcie w falach rentgenowskich (Chandra, niebieski), widzialnych (Hubble, biały i żółty) i podczerwonych (Spitzer, czerwony)

Na zdjęciach wykonanych przez teleskop kosmiczny Chandra w paśmie rentgenowskim zespół naukowców kierowany przez Sangwooka Parka z Uniwersytetu Penn State wykrył obiekt podobny do pocisku wyrzucony z pola szczątków powstałych po eksplozji gwiazdy. Jest on widoczny w prawej części zdjęcia poniżej centrum oraz poniżej jasnej gwiazdy (zdjęcie po lewej). Zebrane dane wskazują, że obiekt ten jest bogaty w krzem, siarkę i neon. Jego istnienie wskazuje, że eksplozja supernowej musiała być bardzo asymetryczna.
Pocisk ten porusza się z ogromną prędkością rzędu 8 milionów kilometrów na godzinę, przemieszczając się z punktowego źródła promieniowania widocznego w górnej, lewej części zdjęcia N49. Samo źródło może należeć do klasy obiektów oznaczanych jako SGR. Wniosek, że obiekt SGR jest częścią supernowej wynika ze zgodnego ruchu oddalającego się pocisku oraz położenia gwiazdy neutronowej (magnetara), znajdującej się w centrum N49.
Inny obiekt, który może być odłamkiem tej samej supernowej znajduje się po przeciwnej stronie mgławicy, jest jednak trudniejszy do obserwacji ze względu na to, że jego emisje pokrywają się z jasną emisją fali uderzeniowej.